# 徳大寺実基
徳大寺 実基（とくだいじ さねもと）は、 鎌倉時代中期の公卿。従一位太政大臣。徳大寺相国、又は水本太政大臣と号す。左大臣徳大寺公継の次男。母は白拍子の五条夜叉。

## 経歴
以下、『公卿補任』と『尊卑分脈』の内容に従って記述する。
- 建保元年（1213年）1月13日、叙爵。12月14日には侍従に任ぜられる。
- 建保2年（1214年）1月3日、従五位上に昇叙。10月28日には右少将に任ぜられる。
- 建保3年（1215年）1月13日、讃岐権介を兼ねる。5月6日には禁色を許される。
- 建保4年（1216年）1月5日、正五位下に昇叙[1]。
- 建保5年（1217年）1月5日、従四位下に昇叙[2]。同月28日には右中将に、さらに左中将に任ぜられる。]
- 建保6年（1218年）1月5日、従四位上に昇叙[2]。
- 承久元年（1219年）1月5日、正四位下に昇叙。12月13日、従三位に叙され左中将は元の如し。
- 承久3年（1221年）1月13日、遠江権守を兼ねる。11月16日には正三位に昇叙。
- 元仁元年（1224年）12月25日、参議を経ず権中納言に任ぜられる。
- 嘉禄元年（1225年）11月19日、左衛門督を兼ね検非違使別当に補される。12月22日には従二位に昇叙。
- 嘉禄2年（1226年）7月29日、中宮藤原長子の中宮権大夫となる。
- 安貞元年（1227年）1月30日、父公継が薨去したため喪に服し、左衛門督と検非違使別当を辞した。
- 安貞2年（1228年）1月5日、正二位に昇叙。3月18日には帯剣を許される。
- 寛喜元年（1229年）4月15日、中宮が女院（鷹司院）となり権大夫を止める。
- 寛喜3年（1231年）4月26日、中納言に転正するが、籠居した[3]。
- 嘉禎元年（1235年）10月2日、宣命があり権大納言に昇任。11月20日には大嘗会検校を勤める。
- 延応元年（1239年）5月に辞表を提出し10月28日には辞表が下げられるが結局は権大納言を辞した。
- 仁治元年（1240年）3月9日、本座を許される。
- 仁治2年（1241年）4月17日、大納言に還任し、10月13日には右近衛大将を兼ねる。
- 寛元2年（1244年）6月20日、母の喪に服すが7月10日には復任した。
- 寛元4年（1246年）12月24日、内大臣に任ぜられ、右大将は元の如し。
- 宝治2年（1248年）3月9日、右大将を辞した。
- 建長元年（1249年）4月30日、上表して内大臣を辞そうとするが11月1日には辞表が返される。
- 建長2年（1250年）4月27日、上表して内大臣を辞した。
- 建長5年（1253年）11月24日、太政大臣に任ぜられる。
- 建長6年（1254年）1月5日、従一位に昇叙されるが、2月11日に上表して太政大臣を辞した。
- 文永2年（1265年）9月15日、出家し法名を圓覚とする。
- 文永10年（1273年）2月14日、薨去。

## 人物像
内大臣に任ぜられた寛元4年（1246年）に鎌倉幕府の要請で創設された院評定の一員となり、後嵯峨院政を支えた。建長5年（1253年）に徳大寺家から初めての太政大臣に至り、翌建長6年（1254年）に従一位に叙される。その後すぐに上表し文永2年（1265年）に出家するが、出家後も後嵯峨院の信任が厚く、その諮問に応じて14か条からなる奏状を提出している。
学問や故実に深く通じる一方で、必要があれば先例に拘らずに現実的な判断を下すことを是とした。こうした彼の言動は、『徒然草』に伝えられる2つの挿話や後嵯峨院に充てた奏状にも反映されており、奏状の王権至上主義と合理主義・撫民重視の姿勢は、実基没後に展開される弘安徳政にも影響を与えたと考えられている。日記『実基公記』（『徳大寺相国記』）が断簡として現存する他、行幸や譲位に関する部類記が伝えられている。
検非違使別当などを歴任して法律に明るく、文永元年（1264年）には後深草上皇に名例律を進講している。また、中原章澄が文永4年（1267年）に編纂した法書『明法条々勘録』は、実基から諮問を受けた回答を元にして書かれているが、実基の方も具体的な法令や学説、勘文などを出しながら諮問を行っており、彼が高い法律知識を有していたことが分かる。

## 前内大臣から太政大臣への補任
寛元4年（1246年）に久我通光が前内大臣から太政大臣に補任されたが、この時までに前内大臣から太政大臣に任ぜられた者はいなかったのである。実基は久我通光の昇進を先例として前内大臣から太政大臣に昇進した2人目であり、その後は西園寺実兼、洞院公守、土御門定実、大炊御門信嗣、三条実重、久我通雄が鎌倉時代に同様の昇進をした。この頃、摂関家が五つに分立し摂家の嫡男が若くして大臣に昇進することが多く、加えて西園寺家から嫡男以外の大臣も輩出したため、前内大臣から太政大臣へという昇進ケースが生み出されたと考えられる。実基は徳大寺家では初の太政大臣就任であるが、右大臣・左大臣を経ていないこと、太政大臣に任ぜられてから従一位に叙せられ、従一位昇叙後は約一ヵ月後に太政大臣を辞任していることなどから、まさに名誉職的昇進とみることができる。

## 系譜
- 父：徳大寺公継（1175-1227）
- 母：白拍子の五条夜叉
- 妻：中納言藤原頼平の娘
  - 男子：徳大寺公孝（1253-1305）